# Lolium canariense
Lolium canariense är en gräsart som beskrevs av Ernst Gottlieb von Steudel. Lolium canariense ingår i släktet repen, och familjen gräs. Inga underarter finns listade i Catalogue of Life.